# ブルガリア関係記事の一覧
ブルガリア関係記事の一覧（ブルガリアかんけいきじのいちらん）
- ブルガリア

## 地理
- ブルガリアの州
- 黒海
- ドナウ川

## 歴史
- ブルガリア君主一覧
- 大ブルガリア (中世)
- ブルガリア帝国
  - 第一次ブルガリア帝国
  - 第二次ブルガリア帝国
- サン・ステファノ条約
- ブルガリア公国
- ブルガリア王国 (近代)
- バルカン戦争
- 中央同盟国（第一次世界大戦）
- 内部マケドニア革命組織
- ブルガリア人民共和国

## 政治
- マケドニア
- リビアのエイズ感染事件（ブルガリア人の看護師5名が関係）
- 大ブルガリア主義
- ブルガリア国務省
- ブルガリア国家情報庁
- ブルガリア首相一覧
- ブルガリア内務省
  - ブルガリア内務省国家国境警察庁
- 衛星国
- ブルガリア海軍艦艇一覧
- ブルガリア軍
- 日本とブルガリアの関係
- ブルガリアの大統領
- ブルガリアの副大統領

## 宗教
- ブルガリア正教会
  - アレクサンドル・ネフスキー大聖堂
  - 聖ペトカ教会
  - 聖ネデリャ教会
  - リラ修道院
  - リラのイオアン
- ボゴミル派

## 文化
- ブルガリア語
  - ブルガリア語アルファベット
  - ブルガリア語のローマ字化（英語版）
- ブルガリア料理
- ブルガリアの音楽
  - ポップ・フォーク
  - キュチェク
  - チャルガ
- ブルガリアの世界遺産
- ブルガリアワイン
- リテックス・ロヴェチ

## 人物
- ブルガリア人の一覧
- ブルガリアのバレーボール選手一覧
- フリスト・ヴラディミロフ・ヤヴァシェフ
- アルベナ・デンコヴァ
- アルメン・ナザリャン
- イリアン・ストヤノフ
- イワンカ・フリストワ
- マキシム・スタビスキー
- マレーバ3姉妹（マニュエラ・マレーバ - カテリナ・マレーバ - マグダレナ・マレーバ）
- マリア・ベルゴワ
- ヨルダンカ・ドンコワ
- ヨルダンカ・ブラゴエワ
- 琴欧洲勝紀
- 碧山亘右（ダニエル・イヴァノフ）
- フリスト・ストイチコフ
- フリスト・マルコフ
- ツベタンカ・フリストワ
- テレザ・マリノワ
- ステフカ・コスタディノヴァ

## その他
- ソフィアランド